# Pallikonda
Pallikonda é uma panchayat (vila) no distrito de Vellore, no estado indiano de Tamil Nadu.

## Demografia
Segundo o censo de 2001,  Pallikonda  tinha uma população de 20,678 habitantes. Os indivíduos do sexo masculino constituem 51% da população e os do sexo feminino 49%. Pallikonda tem uma taxa de literacia de 73%, superior à média nacional de 59.5%: a literacia no sexo masculino é de 80% e no sexo feminino é de 66%. Em Pallikonda, 11% da população está abaixo dos 6 anos de idade.